# Serjetabat
Serhetabat (antes conocida como Guşgy o Kushka) es una localidad de Turkmenistán, en la provincia de Mary, fronteriza con Afganistán.
Se encuentra a una altitud de 640 m sobre el nivel del mar, y a 16 km del punto más austral del del país, y por ende, también de la ya desaparecida Unión Soviética. 

## Demografía
Según estimación 2010 contaba con una población de 15713 habitantes.